# Till - Il coraggio di una madre
Till - Il coraggio di una madre (Till) è un film del 2022 diretto da Chinonye Chukwu. 
È basato sulla storia di Mamie Till-Bradley, madre di Emmett, ragazzo di 14 anni assassinato per motivi razziali nel 1955. Il film ha come protagonista Danielle Deadwyler, nel ruolo di Mamie Till, affiancata da Jalyn Hall, Frankie Faison, Haley Bennett, e Whoopi Goldberg. 
Il film è stato presentato in anteprima mondiale al New York Film Festival il 1º ottobre 2022, ed è stato distribuito negli Stati Uniti il 14 ottobre 2022.

## Trama
Mamie Till è diventata educatrice e attivista nel Movimento per i diritti civili degli afroamericani dopo la morte del figlio di 14 anni, Emmett, che, nel 1955, fu picchiato, stuprato ed ucciso a colpi di arma da fuoco e poi gettato nel fiume Tallahatchie da suprematisti bianchi. Mamie Till insistette affinché la bara contenente il corpo di suo figlio fosse lasciata aperta per mostrare al mondo cosa gli avevano fatto.

## Produzione
Il 27 agosto 2020 è stato annunciato che Chinonye Chukwu avrebbe scritto e diretto un film basato sulla vita di Mamie Till-Mobley e sulla sua lotta per la giustizia dopo l'omicidio di suo figlio, Emmett Till. Il film è prodotto dalla Orion Pictures, ed usa il lavoro di 27 anni di ricerca da parte di Keith Beauchamp, i cui sforzi hanno portato alla riapertura del caso di Till da parte del Dipartimento della giustizia degli Stati Uniti d'America nel 2004. Simeon Wright, cugino di Till e testimone oculare dell'evento, è stato consulente del progetto fino alla sua morte nel 2017. Nel luglio del 2021, Danielle Deadwyler e Whoopi Goldberg sono entrate a far parte del cast principale. Le riprese sono iniziate nel Contea di Bartow, in Georgia nel settembre 2021.

## Distribuzione
Il film è stato distribuito nelle sale cinematografiche degli Stati Uniti e del Canada il 14 ottobre 2022. Al di fuori degli Stati Uniti e del Canada, è distribuito da Eagle Pictures. Il film è stato presentato in anteprima al New York Film Festival il 1º ottobre 2022, ed è stato proiettato al BFI London Film Festival il 15 ottobre 2022 e il 31 ottobre dello stesso anno al Philadelphia Film Festival.

## Accoglienza
Sull'aggregatore di recensioni Rotten Tomatoes ha un indice di gradimento del 96%, con un voto medio di 7,90 su 10 basato su 197 recensioni.

## Riconoscimenti
- 2023 - Premio BAFTA
  - Candidatura alla migliore attrice protagonista a Danielle Deadwyler
- 2023 - Critics' Choice Awards
  - Candidatura alla migliore attrice protagonista a Danielle Deadwyler
  - Candidatura al miglior giovane interprete a Jalyn Hall
- 2023 - Black Reel Awards
  - Migliore attrice a Danielle Deadwyler
  - Migliore sceneggiatura a Chinonye Chukwu, Keith Beauchamp e Michael Reilly
  - Candidatura al miglior film a Keith Beauchamp, Barbara Broccoli, Whoopi Goldberg, Michael Reilly e Thomas Levine
  - Candidatura al miglior regista a Chinonye Chukwu
  - Candidatura al miglior casting a Kim Coleman
  - Candidatura alla migliore canzone originale per Stand Up a Jazmine Sullivan e D'Mile
  - Candidatura alla migliore colonna sonora
  - Candidatura al miglior attore esordiente a Jalyn Hall
  - Candidatura alla migliore fotografia a Bobby Bukowski
  - Candidatura ai migliori costumi a Marci Rodgers
  - Candidatura alla migliore scenografia a Curt Beech
- 2023 - NAACP Image Award
  - Miglior attore rivelazione in un film a Jalyn Hall
  - Candidatura al miglior film
  - Candidatura alla migliore attrice in un film a Danielle Deadwyler
  - Candidatura al miglior cast cinematografico
  - Candidatura al miglior attore non protagonista a Jalyn Hall
  - Candidatura al miglior regista a Chinonye Chukwu
  - Candidatura alle migliori acconciature a Louisa V. Anthony, Deaundra DeeDee Metzger, Maurice Beaman, Terence Alston e Derick Monroe
- 2023 - Gotham Independent Film Awards
  - Miglior interpretazione protagonista a Danielle Deadwyler
- 2023 - Producers Guild of America Awards
  - Stanley Kramer Award
- 2023 - Satellite Award
  - Miglior attrice in un film drammatico a Danielle Deadwyler
  - Candidatura al miglior film drammatico
- 2023 - Screen Actors Guild Award
  - Candidatura alla migliore attrice protagonista a Danielle Deadwyler